# 兹沃尼米尔·比利奇
兹沃尼米尔·比利奇（1971年9月22日—），克罗地亚男子手球运动员。他曾代表克罗地亚参加1995年、1997年、1999年和2001年世界男子手球锦标赛。

## 家庭
妻子达妮拉·比利奇。